# Jerzy Giełdanowski
Jerzy Zbigniew Giełdanowski (ur. 16 marca 1925 w Krakowie – zm. 12 kwietnia 1991 we Wrocławiu) – polski profesor nauk medycznych. Specjalizował się w zagadnieniach z zakresu immunofarmakologii, immunologii i mikrobiologii lekarskiej. 

## Życiorys
Uczęszczał do Szkoły Powszechnej w Żywcu, a następnie do żywieckiego Liceum Ogólnokształcącego im. Mikołaja Kopernika. W 1952 we Wrocławiu uzyskał dyplom lekarza medycyny. Do 1964 pracował w Zakładzie Farmakologii tamtejszej Akademii Medycznej. Brał udział w badaniach nad potencjałami mikrofonicznymi narządu Cortiego.
Od 1964 wykładowca i pracownik naukowy w Instytucie Immunologii i Terapii Doświadczalnej im. Ludwika Hirszfelda Polskiej Akademii Nauk. Tam zajmował się m.in. immunologią, farmakologią i transplantologią. Badał problematykę bariery przeszczepowej człowieka. W 1969 został profesorem nadzwyczajnym, w 1978 zwyczajnym. Członek korespondent Polskiej Akademii Nauk od 1983 roku. Przez trzy lata był redaktorem naczelnym czasopisma Archivum Immunologiae et Therapiae Experimentalis. 
Jest autorem bądź współautorem ok. 240 prac. Współtworzył 26 opracowań patentowych, będąc współwynalazcą m.in. komercyjnych leków Ipronal i Ledakrin. Pracował również jako wykładowca Akademii Medycznej we Wrocławiu. Zmarł 12 kwietnia 1991 we Wrocławiu.
Pochowany na Cmentarzu św. Wawrzyńca we Wrocławiu.

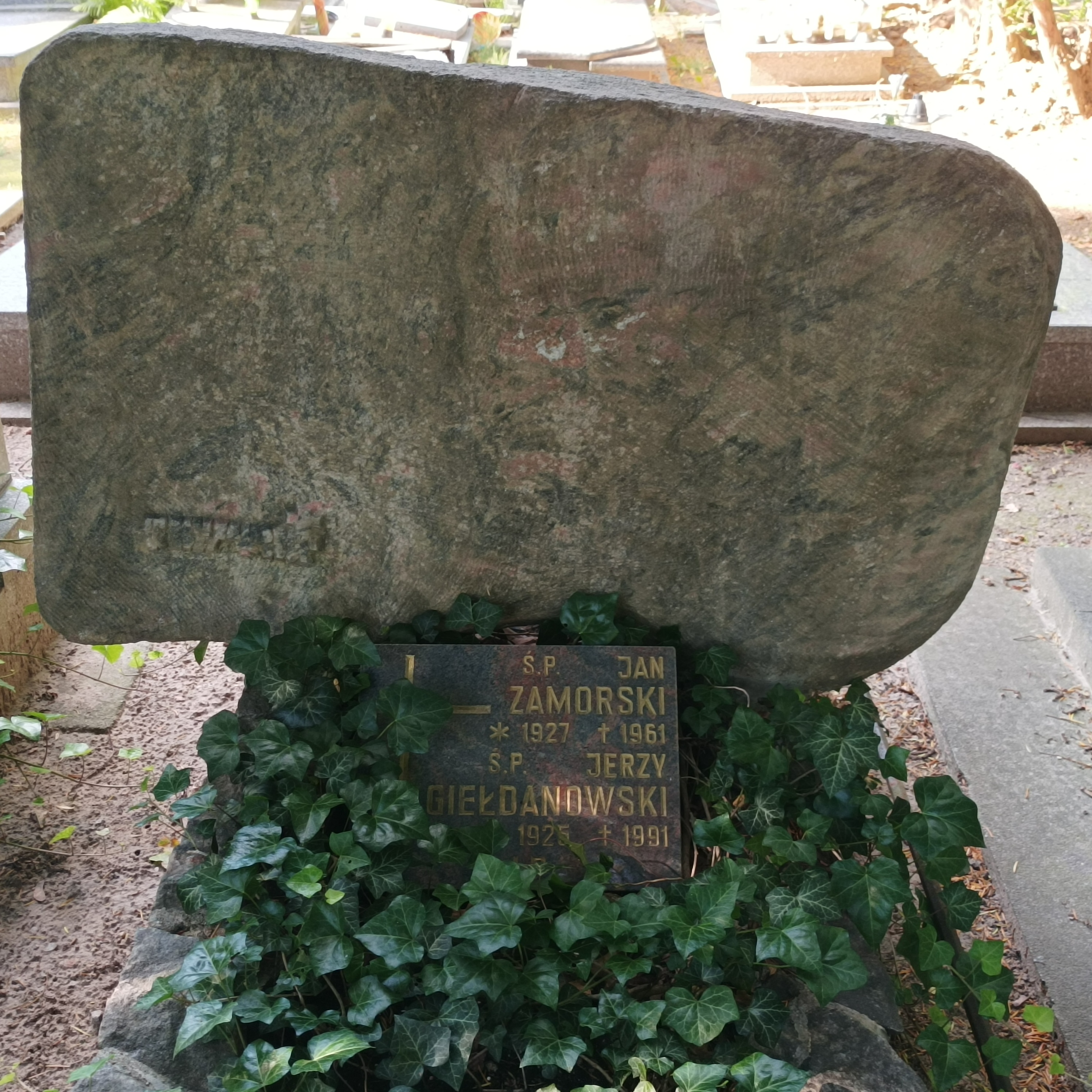
Grób prof. Jerzego Giełdanowskiego na cmentarzu św. Wawrzyńca we Wrocławiu